# Kleinia amaniensis
Kleinia amaniensis es una especie de Kleinia en la familia Asteraceae.

## Características
Esta planta es un arbusto que puede medir hasta 1,40 metros de altura y ramas de 1-2 cm de diámetro. De porte erecto, ligeramente calvo, y poco carnoso. Muy ramificado cuando la altura es inferior a 90 cm. Se encuentra en Tanzania.
Las hojas son lanceoladas o alargadas, con un tamaño aproximado de 9-12 cm de largo y 3-5 cm de ancho; son planas, carnosas, obtusas, redondeadas en el ápice y unidas a un corto peciolo.
Las inflorescencias son numerosas en cada planta y tienen color naranja brillante aunque poseen un olor fétido.

## Reproducción
Se reproduce por esquejes.